# دانيال لوغان
دانيال لوغان (بالإنجليزية: Daniel Logan)‏ هو ممثل نيوزلندي، ولد في 6 يونيو 1987 في نيوزيلندا.

## أعمال

### أفلام
- (2002) هجوم المستنسخين[3][4][5]

## وصلات خارجية
- دانيال لوغان على موقع IMDb (الإنجليزية)
- دانيال لوغان على موقع قاعدة بيانات الفيلم (الإنجليزية)